# ドッキリマンSP
ドッキリマンSP（ドッキリマンスペシャル）は、1989年6月にSANKYOが発売した、センター役物の中にホラーをイメージしたドッキリくん人形が配置されているパチンコ機のシリーズ名。
ドッキリマンSPとドッキリマンSPⅡの2機種がある。

## 概要
貯留機能を搭載していないオーソドックスな羽根モノタイプ。役物内のドッキリくんは、常に両手に持った2本の棒を左右に動かしているので、役物内に拾われた玉の動きに変化を与える。

役物の羽根がダブルウィング（二重羽根）となっている事が特徴である。玉がどちらの羽根に拾われるかでVゾーンに向かうコースが変わるが、どちらからでもV入賞の可能性がある。2枚ある羽根のうち、上羽根から拾われるパターンの方が、Vゾーンのある中央に玉が向かいやすい。

## スペック
- ドッキリマンSP
  - 賞球数 7&13
  - 大当たり最高継続 8R
- ドッキリマンSPⅡ
  - 賞球数 ALL13
  - 大当たり最高継続 8R

## 演出
通常時の羽根開放時間は、1チャッカーに入賞すると0.45秒、2チャッカーの場合は0.5秒×2回である。

V入賞後にハズレ穴に2個入賞すると、Vゾーンが半円を描くように左右に動く。大当たりラウンドは羽根が18回開閉するまでか、玉が10個入賞するまで続く。その間に再度V入賞すれば、この大当たり時の動作を繰り返し、最大8回継続する。

## サウンドトラック
- 『The Pachinko Music from SANKYO』キングレコード、1989年9月8日。140A 7714。
  - BGMが収録されている。